# Złoty Puchar CONCACAF 2019
Złoty Puchar CONCACAF 2019 (ang. 2019 CONCACAF Gold Cup, hiszp. Copa de Oro de la Concacaf 2019) – piętnasty turniej o Mistrzostwo Ameryki Północnej, Środkowej i Karaibów w piłce nożnej mężczyzn. Turniej zostanie zorganizowany w Stanach Zjednoczonych (Ameryka Północna), Kostaryce (Ameryka Środkowa) i na Jamajce (Karaiby). Tytułu będzie bronić reprezentacja Stanów Zjednoczonych, która w finale Złotego Pucharu CONCACAF 2017 pokonała Jamajkę.
Po raz pierwszy w historii turnieju udział wzięło 16 zespołów.

## Gospodarz
CONCACAF postanowiło, że turniej odbędzie się we wszystkich trzech regionach Ameryki. Gospodarzem będzie kraj z każdego z trzech regionalnych konfederacji. W maju 2018 roku ustalono, że państwem członkowskim Ameryki Północnej, który zorganizuje turniej zostają Stany Zjednoczone. 26 listopada zdecydowano, że Kostaryka będzie gospodarzem z Ameryki Środkowej. Po zakończeniu eliminacji 4 kwietnia 2019 roku postanowiono, że krajem-gospodarzem z Karaibów zostaje Jamajka. 

## Eliminacje
Sześć drużyn, które zakwalifikowały się do rundy finałowej eliminacji Mistrzostw Świata 2018 miały zapewniony awans. 
Pozostałe drużyny musiały dostać się poprzez nowe eliminacje do nowych rozgrywek – Ligi Narodów CONCACAF. Wszystkie drużyny (oprócz wspomnianych wyżej sześciu i Gwatemali) zostały podzielone na cztery koszyki. Każdy zespół zagrał jeden mecz z jedną ekipą z każdego koszyku. W sumie rozegrał 4 mecze. Na ich podstawie utworzono tabelę. Pierwsze 10 reprezentacji kwalifikuje się do Złotego Pucharu CONCACAF 2019.

## Stadiony

### Stany Zjednoczone
| Pasadena (Kalifornia)      | Denver | Houston | Houston |
| -------------------------- | --- | --- | --- |
| Rose Bowl                  | Stadium at Mile High | NRG Stadium | BBVA Compass Stadium |
| Pojemność: 90 888          | Pojemność: 76 125 | Pojemność: 71 795 | Pojemność: 22 039 |
|                            | | | |
| Charlotte                  | PasadenaDenverHoustonCharlotteFiladelfiaNashvilleClevelandGlendaleChicagoHarrisonLos AngelesFriscoSaint PaulKansas City Miasta-organizatorzy na mapie USA | PasadenaDenverHoustonCharlotteFiladelfiaNashvilleClevelandGlendaleChicagoHarrisonLos AngelesFriscoSaint PaulKansas City Miasta-organizatorzy na mapie USA | PasadenaDenverHoustonCharlotteFiladelfiaNashvilleClevelandGlendaleChicagoHarrisonLos AngelesFriscoSaint PaulKansas City Miasta-organizatorzy na mapie USA |
| Bank of America Stadium    | PasadenaDenverHoustonCharlotteFiladelfiaNashvilleClevelandGlendaleChicagoHarrisonLos AngelesFriscoSaint PaulKansas City Miasta-organizatorzy na mapie USA | PasadenaDenverHoustonCharlotteFiladelfiaNashvilleClevelandGlendaleChicagoHarrisonLos AngelesFriscoSaint PaulKansas City Miasta-organizatorzy na mapie USA | PasadenaDenverHoustonCharlotteFiladelfiaNashvilleClevelandGlendaleChicagoHarrisonLos AngelesFriscoSaint PaulKansas City Miasta-organizatorzy na mapie USA |
| Pojemność: 75 525          | PasadenaDenverHoustonCharlotteFiladelfiaNashvilleClevelandGlendaleChicagoHarrisonLos AngelesFriscoSaint PaulKansas City Miasta-organizatorzy na mapie USA | PasadenaDenverHoustonCharlotteFiladelfiaNashvilleClevelandGlendaleChicagoHarrisonLos AngelesFriscoSaint PaulKansas City Miasta-organizatorzy na mapie USA | PasadenaDenverHoustonCharlotteFiladelfiaNashvilleClevelandGlendaleChicagoHarrisonLos AngelesFriscoSaint PaulKansas City Miasta-organizatorzy na mapie USA |
|                            | PasadenaDenverHoustonCharlotteFiladelfiaNashvilleClevelandGlendaleChicagoHarrisonLos AngelesFriscoSaint PaulKansas City Miasta-organizatorzy na mapie USA | PasadenaDenverHoustonCharlotteFiladelfiaNashvilleClevelandGlendaleChicagoHarrisonLos AngelesFriscoSaint PaulKansas City Miasta-organizatorzy na mapie USA | PasadenaDenverHoustonCharlotteFiladelfiaNashvilleClevelandGlendaleChicagoHarrisonLos AngelesFriscoSaint PaulKansas City Miasta-organizatorzy na mapie USA |
| Filadelfia                 | PasadenaDenverHoustonCharlotteFiladelfiaNashvilleClevelandGlendaleChicagoHarrisonLos AngelesFriscoSaint PaulKansas City Miasta-organizatorzy na mapie USA | PasadenaDenverHoustonCharlotteFiladelfiaNashvilleClevelandGlendaleChicagoHarrisonLos AngelesFriscoSaint PaulKansas City Miasta-organizatorzy na mapie USA | PasadenaDenverHoustonCharlotteFiladelfiaNashvilleClevelandGlendaleChicagoHarrisonLos AngelesFriscoSaint PaulKansas City Miasta-organizatorzy na mapie USA |
| Lincoln Financial Field    | PasadenaDenverHoustonCharlotteFiladelfiaNashvilleClevelandGlendaleChicagoHarrisonLos AngelesFriscoSaint PaulKansas City Miasta-organizatorzy na mapie USA | PasadenaDenverHoustonCharlotteFiladelfiaNashvilleClevelandGlendaleChicagoHarrisonLos AngelesFriscoSaint PaulKansas City Miasta-organizatorzy na mapie USA | PasadenaDenverHoustonCharlotteFiladelfiaNashvilleClevelandGlendaleChicagoHarrisonLos AngelesFriscoSaint PaulKansas City Miasta-organizatorzy na mapie USA |
| Pojemność: 69 176          | PasadenaDenverHoustonCharlotteFiladelfiaNashvilleClevelandGlendaleChicagoHarrisonLos AngelesFriscoSaint PaulKansas City Miasta-organizatorzy na mapie USA | PasadenaDenverHoustonCharlotteFiladelfiaNashvilleClevelandGlendaleChicagoHarrisonLos AngelesFriscoSaint PaulKansas City Miasta-organizatorzy na mapie USA | PasadenaDenverHoustonCharlotteFiladelfiaNashvilleClevelandGlendaleChicagoHarrisonLos AngelesFriscoSaint PaulKansas City Miasta-organizatorzy na mapie USA |
|                            | PasadenaDenverHoustonCharlotteFiladelfiaNashvilleClevelandGlendaleChicagoHarrisonLos AngelesFriscoSaint PaulKansas City Miasta-organizatorzy na mapie USA | PasadenaDenverHoustonCharlotteFiladelfiaNashvilleClevelandGlendaleChicagoHarrisonLos AngelesFriscoSaint PaulKansas City Miasta-organizatorzy na mapie USA | PasadenaDenverHoustonCharlotteFiladelfiaNashvilleClevelandGlendaleChicagoHarrisonLos AngelesFriscoSaint PaulKansas City Miasta-organizatorzy na mapie USA |
| Nashville                  | PasadenaDenverHoustonCharlotteFiladelfiaNashvilleClevelandGlendaleChicagoHarrisonLos AngelesFriscoSaint PaulKansas City Miasta-organizatorzy na mapie USA | PasadenaDenverHoustonCharlotteFiladelfiaNashvilleClevelandGlendaleChicagoHarrisonLos AngelesFriscoSaint PaulKansas City Miasta-organizatorzy na mapie USA | PasadenaDenverHoustonCharlotteFiladelfiaNashvilleClevelandGlendaleChicagoHarrisonLos AngelesFriscoSaint PaulKansas City Miasta-organizatorzy na mapie USA |
| Nissan Stadium             | PasadenaDenverHoustonCharlotteFiladelfiaNashvilleClevelandGlendaleChicagoHarrisonLos AngelesFriscoSaint PaulKansas City Miasta-organizatorzy na mapie USA | PasadenaDenverHoustonCharlotteFiladelfiaNashvilleClevelandGlendaleChicagoHarrisonLos AngelesFriscoSaint PaulKansas City Miasta-organizatorzy na mapie USA | PasadenaDenverHoustonCharlotteFiladelfiaNashvilleClevelandGlendaleChicagoHarrisonLos AngelesFriscoSaint PaulKansas City Miasta-organizatorzy na mapie USA |
| Pojemność: 69 143          | PasadenaDenverHoustonCharlotteFiladelfiaNashvilleClevelandGlendaleChicagoHarrisonLos AngelesFriscoSaint PaulKansas City Miasta-organizatorzy na mapie USA | PasadenaDenverHoustonCharlotteFiladelfiaNashvilleClevelandGlendaleChicagoHarrisonLos AngelesFriscoSaint PaulKansas City Miasta-organizatorzy na mapie USA | PasadenaDenverHoustonCharlotteFiladelfiaNashvilleClevelandGlendaleChicagoHarrisonLos AngelesFriscoSaint PaulKansas City Miasta-organizatorzy na mapie USA |
|                            | PasadenaDenverHoustonCharlotteFiladelfiaNashvilleClevelandGlendaleChicagoHarrisonLos AngelesFriscoSaint PaulKansas City Miasta-organizatorzy na mapie USA | PasadenaDenverHoustonCharlotteFiladelfiaNashvilleClevelandGlendaleChicagoHarrisonLos AngelesFriscoSaint PaulKansas City Miasta-organizatorzy na mapie USA | PasadenaDenverHoustonCharlotteFiladelfiaNashvilleClevelandGlendaleChicagoHarrisonLos AngelesFriscoSaint PaulKansas City Miasta-organizatorzy na mapie USA |
| Cleveland                  | Glendale (Arizona) | Chicago | Harrison (New Jersey) |
| FirstEnergy Stadium        | University of Phoenix Stadium | Soldier Field | Red Bull Arena |
| Pojemność: 67 895          | Pojemność: 63 400 | Pojemność: 61 500 | Pojemność: 25 000 |
|                            | | | |
| Los Angeles                | Frisco (Teksas) | Saint Paul | Kansas City (Kansas) |
| Banc of California Stadium | Toyota Stadium | Allianz Field | Children’s Mercy Park |
| Pojemność: 22 000          | Pojemność: 20 500 | Pojemność: 19 400 | Pojemność: 18 467 |
|                            | | | |

### Kostaryka
| San JoséMiasto-organizator na mapie Kostaryki | San José                   |
| --------------------------------------------- | -------------------------- |
| San JoséMiasto-organizator na mapie Kostaryki | Stadion Narodowy Kostaryki |
| San JoséMiasto-organizator na mapie Kostaryki | Pojemność: 35 175          |
| San JoséMiasto-organizator na mapie Kostaryki |                            |

### Jamajka
| KingstonMiasto-organizator na mapie Jamajki | Kingston          |
| ------------------------------------------- | ----------------- |
| KingstonMiasto-organizator na mapie Jamajki | Independence Park |
| KingstonMiasto-organizator na mapie Jamajki | Pojemność: 35 000 |
| KingstonMiasto-organizator na mapie Jamajki |                   |

## Uczestnicy
| Drużyna | Miejsce w tabeli | Liczba występów | Najlepszy wynik | Ostatni występ |
| Automatyczna kwalifikacja (zespoły, które zakwalifikowały się do rundy finałowej eliminacji Mistrzostw Świata 2018) | Automatyczna kwalifikacja (zespoły, które zakwalifikowały się do rundy finałowej eliminacji Mistrzostw Świata 2018) | Automatyczna kwalifikacja (zespoły, które zakwalifikowały się do rundy finałowej eliminacji Mistrzostw Świata 2018) | Automatyczna kwalifikacja (zespoły, które zakwalifikowały się do rundy finałowej eliminacji Mistrzostw Świata 2018) | Automatyczna kwalifikacja (zespoły, które zakwalifikowały się do rundy finałowej eliminacji Mistrzostw Świata 2018) |
| --- | --- | --- | --- | --- |
| Meksyk | 1. miejsce rundy finałowej el. MŚ 2018                                                                              | 14 | Mistrzostwo (1993, 1996, 1998, 2003, 2009, 2011, 2015)                                                              | 2017 |
| Kostaryka (gospodarz)                                                                                               | 2. miejsce rundy finałowej el. MŚ 2018                                                                              | 13 | II miejsce (2002)                                                                                                   | 2017 |
| Panama | 3. miejsce rundy finałowej el. MŚ 2018                                                                              | 8 | II miejsce (2005, 2013)                                                                                             | 2017 |
| Honduras | 4. miejsce rundy finałowej el. MŚ 2018                                                                              | 13 | II miejsce (1991)                                                                                                   | 2017 |
| Stany Zjednoczone (gospodarz)                                                                                       | 5. miejsce rundy finałowej el. MŚ 2018                                                                              | 14 | Mistrzostwo (1991, 2002, 2005, 2007, 2013, 2017)                                                                    | 2017 |
| Trynidad i Tobago                                                                                                   | 6. miejsce rundy finałowej el. MŚ 2018                                                                              | 9 | Trzecie miejsce (2000)                                                                                              | 2015 |
| Kwalifikacja poprzez eliminacje do Ligi Narodów CONCACAF                                                            | | | | |
| Haiti | 1. miejsce el. Ligi Narodów 2019/2020                                                                               | 6 | Ćwierćfinał (2002, 2009, 2015)                                                                                      | 2015 |
| Kanada | 2. miejsce el. Ligi Narodów 2019/2020                                                                               | 13 | Mistrzostwo (2000)                                                                                                  | 2017 |
| Martynika | 3. miejsce el. Ligi Narodów 2019/2020                                                                               | 5 | Ćwierćfinał (2002)                                                                                                  | 2017 |
| Curaçao | 4. miejsce el. Ligi Narodów 2019/2020                                                                               | 1 | Faza grupowa (2017)                                                                                                 | 2017 |
| Bermudy | 5. miejsce el. Ligi Narodów 2019/2020                                                                               | Debiutant | Debiutant | Debiutant |
| Kuba | 6. miejsce el. Ligi Narodów 2019/2020                                                                               | 8 | Ćwierćfinał (2003, 2013, 2015)                                                                                      | 2015 |
| Gujana | 7. miejsce el. Ligi Narodów 2019/2020                                                                               | Debiutant | Debiutant | Debiutant |
| Jamajka (gospodarz)                                                                                                 | 8. miejsce el. Ligi Narodów 2019/2020                                                                               | 10 | II Miejsce (2015, 2017)                                                                                             | 2017 |
| Nikaragua | 9. miejsce el. Ligi Narodów 2019/2020                                                                               | 2 | Faza Grupowa (2009, 2017)                                                                                           | 2017 |
| Salwador | 10. miejsce el. Ligi Narodów 2019/2020                                                                              | 10 | Ćwierćfinał (2002, 2003, 2011, 2013, 2017)                                                                          | 2017 |

## Faza grupowa
Z każdej grupy do ćwierćfinału awansują dwie najlepsze drużyny.
Legenda
|  | Bezpośredni awans do fazy pucharowej. |
|  | Odpadnięcie z turnieju.               |

Gdy drużyny mają tyle samo punktów, o kolejności w tabeli decyduje:
1. różnica bramek;
2. gole zdobyte;
3. punkty zdobyte w meczach pomiędzy danymi drużynami;
4. różnica bramek w meczach pomiędzy danymi drużynami;
5. zdobyte bramki w meczach pomiędzy danymi drużynami;
6. punkty fair play;
7. losowanie miejsc przez komitet organizacyjny.

### Grupa A
| Zespół    | Pkt | M | W | R | P | Br+ | Br− | +/− |
| --------- | --- | - | - | - | - | --- | --- | --- |
| Meksyk    | 9   | 3 | 3 | 0 | 0 | 13  | 3   | +10 |
| Kanada    | 6   | 3 | 2 | 0 | 1 | 12  | 3   | +9  |
| Martynika | 3   | 3 | 1 | 0 | 2 | 5   | 7   | -2  |
| Kuba      | 0   | 3 | 0 | 0 | 3 | 0   | 17  | -17 |

| 16 czerwca 2019 01:30 CEST | Kanada · David 33', 53' · Hoilett 63' · Arfield 67' | 4:0(1:0)Raport | Martynika | Rose Bowl, Pasadena Sędzia: Said Martínez |
|                            |                                                     |                |           |                                           |

| 16 czerwca 2019 04:00 CEST | Meksyk · Antuna 2', 44', 80' · Jiménez 31', 64' · Reyes 38' · Vega 74' | 7:0(4:0)Raport | Kuba | Rose Bowl, Pasadena Sędzia: John Pitti |
|                            |                                                                        |                |      |                                        |

| 20 czerwca 2019 02:00 CEST | Kuba | 0:3(0:1)Raport | Martynika · 45' Marveaux · 70' Abaul · 84' Fortuné | Stadium at Mile High, Denver Sędzia: Abdulrahman Al-Jassim |
|                            |      |                |                                                    |                                                            |

| 20 czerwca 2019 04:30 CEST | Meksyk · Alvarado 40' · Guardado 54', 77' | 3:1(1:0)Raport | Kanada · 75' Cavallini | Stadium at Mile High, Denver Sędzia: Henry Bejarano |
|                            |                                           |                |                        |                                                     |

| 24 czerwca 2019 00:00 CEST | Kanada · David 3', 71', 77' · Cavallini 21', 43', 45+1' · Hoilett 50' | 7:0(4:0)Raport | Kuba | Bank of America Stadium, Charlotte Sędzia: Armando Villarreal |
|                            |                                                                       |                |      |                                                               |

| 24 czerwca 2019 02:30 CEST | Martynika · Parsemain 56' · Delem 84' | 2:3(0:1)Raport | Meksyk · 29' Antuna · 61' Jiménez · 72' Navarro | Bank of America Stadium, Charlotte Sędzia: Iván Barton |
|                            |                                       |                |                                                 |                                                        |

### Grupa B
| Zespół    | Pkt | M | W | R | P | Br+ | Br− | +/− |
| --------- | --- | - | - | - | - | --- | --- | --- |
| Haiti     | 9   | 3 | 3 | 0 | 0 | 6   | 2   | +4  |
| Kostaryka | 6   | 3 | 2 | 0 | 1 | 7   | 3   | +4  |
| Bermudy   | 3   | 3 | 1 | 0 | 2 | 4   | 4   | 0   |
| Nikaragua | 0   | 3 | 0 | 0 | 3 | 0   | 8   | -8  |

| 17 czerwca 2019 00:00 CEST | Haiti · Pierrot 54', 66' | 2:1(0:1)Raport | Bermudy · 45+2' Leverock | Stadion Narodowy Kostaryki, San José Sędzia: Daneon Parchment |
|                            |                          |                |                          |                                                               |

| 17 czerwca 2019 02:30 CEST | Kostaryka · Oviedo 7' · Borges 19' · Aguilar 45+1' · Cruz 75' | 4:0(3:0)Raport | Nikaragua | Stadion Narodowy Kostaryki, San José Sędzia: Marco Ortiz |
|                            |                                                               |                |           |                                                          |

| 21 czerwca 2019 01:00 CEST | Nikaragua | 0:2(0:2)Raport | Haiti · 22' Sabat · 33' (sam.) Rosas | Toyota Stadium, Frisco Sędzia: Mario Escobar |
|                            |           |                |                                      |                                              |

| 21 czerwca 2019 03:30 CEST | Kostaryka · George 30' · Aguilar 54' | 2:1(1:0)Raport | Bermudy · 59' (k.) Wells | Toyota Stadium, Frisco Sędzia: Yadel Martínez |
|                            |                                      |                |                          |                                               |

| 25 czerwca 2019 00:30 CEST | Bermudy · Simmons 60' · Wells 71' | 2:0(0:0)Raport | Nikaragua | Red Bull Arena, Harrison Sędzia: Adonai Escobedo |
|                            |                                   |                |           |                                                  |

| 25 czerwca 2019 03:00 CEST | Haiti · Nazon 57' (k.) · Alexis 81' | 2:1(0:1)Raport | Kostaryka · 13' Saborío | Red Bull Arena, Harrison Sędzia: Ismail Elfath |
|                            |                                     |                |                         |                                                |

### Grupa C
| Zespół   | Pkt | M | W | R | P | Br+ | Br− | +/− |
| -------- | --- | - | - | - | - | --- | --- | --- |
| Jamajka  | 5   | 3 | 1 | 2 | 0 | 4   | 3   | +1  |
| Curaçao  | 4   | 3 | 1 | 1 | 1 | 2   | 2   | 0   |
| Salwador | 4   | 3 | 1 | 1 | 1 | 1   | 4   | -3  |
| Honduras | 3   | 3 | 1 | 0 | 2 | 6   | 4   | +2  |

| 18 czerwca 2019 01:00 CEST | Curaçao | 0:1(0:1)Raport | Salwador · 45+1' Bonilla | Independence Park, Kingston Sędzia: Walter López |
|                            |         |                |                          |                                                  |

| 18 czerwca 2019 03:30 CEST | Jamajka · Orgill 15', 41' · Lowe 56' | 3:2(2:0)Raport | Honduras · 54' Lozano · 90+2' Castillo | Independence Park, Kingston Sędzia: Jair Marrufo |
|                            |                                      |                |                                        |                                                  |

| 22 czerwca 2019 01:00 CEST | Salwador | 0:0Raport | Jamajka | BBVA Compass Stadium, Houston Sędzia: John Pitti |
|                            |          |           |         |                                                  |

| 22 czerwca 2019 03:30 CEST | Honduras | 0:1(0:1)Raport | Curaçao · 40' Bacuna | BBVA Compass Stadium, Houston Sędzia: Juan Gabriel Calderón |
|                            |          |                |                      |                                                             |

| 26 czerwca 2019 02:00 CEST | Jamajka · Nicholson 14' | 1:1(1:0)Raport | Curaçao · 90+3' Gaari | Banc of California Stadium, Los Angeles Sędzia: Marco Ortíz |
|                            |                         |                |                       |                                                             |

| 26 czerwca 2019 04:30 CEST | Honduras · Álvarez 59' · Castillo 65' · Acosta 75' · Izaguirre 90' | 4:0(0:0)Raport | Salwador | Banc of California Stadium, Los Angeles Sędzia: Fernando Guerrero |
|                            |                                                                    |                |          |                                                                   |

### Grupa D
| Zespół            | Pkt | M | W | R | P | Br+ | Br− | +/− |
| ----------------- | --- | - | - | - | - | --- | --- | --- |
| Stany Zjednoczone | 9   | 3 | 3 | 0 | 0 | 11  | 0   | +11 |
| Panama            | 6   | 3 | 2 | 0 | 1 | 6   | 3   | +3  |
| Gujana            | 1   | 3 | 0 | 1 | 2 | 3   | 9   | -6  |
| Trynidad i Tobago | 1   | 3 | 0 | 1 | 2 | 1   | 9   | -8  |

| 19 czerwca 2019 01:30 CEST | Panama · Cooper 53' · Bárcenas 68' | 2:0(0:0)Raport | Trynidad i Tobago | Allianz Field, Saint Paul Sędzia: Adonai Escobedo |
|                            |                                    |                |                   |                                                   |

| 19 czerwca 2019 04:00 CEST | Stany Zjednoczone · Arriola 28' · Boyd 51', 81' · Zardes 55' | 4:0(1:0)Raport | Gujana | Allianz Field, Saint Paul Sędzia: Iván Barton |
|                            |                                                              |                |        |                                               |

| 22 czerwca 2019 23:30 CEST | Gujana · Danns 33' (k.), 90+3' (k.) | 2:4(1:2)Raport | Panama · 16' Arroyo · 40' (sam.) Vancooten · 51' (k.) Davis · 86' G. Torres | FirstEnergy Stadium, Cleveland Sędzia: Daneon Parchment |
|                            |                                     |                |                                                                             |                                                         |

| 23 czerwca 2019 02:00 CEST | Stany Zjednoczone · Long 41', 90' · Zardes 66', 69' · Pulisic 73' · Arriola 78' | 6:0(1:0)Raport | Trynidad i Tobago | FirstEnergy Stadium, Cleveland Sędzia: Said Martínez |
|                            |                                                                                 |                |                   |                                                      |

| 27 czerwca 2019 00:30 CEST | Trynidad i Tobago · Molino 80' | 1:1(0:0)Raport | Gujana · 54' Danns | Children’s Mercy Park, Kansas Sędzia: Juan Gabriel Calderón |
|                            |                                |                |                    |                                                             |

| 27 czerwca 2019 03:00 CEST | Panama | 0:1(0:0)Raport | Stany Zjednoczone · 66' Altidore | Children’s Mercy Park, Kansas Sędzia: Abdulrahman Al-Jassim |
|                            |        |                |                                  |                                                             |

## Faza pucharowa
|  |                            |                   |                     |                    |   |          |                   |          |  |  |       |       |       |
|  | Ćwierćfinał                | Ćwierćfinał       | Ćwierćfinał         |                    |   | Półfinał | Półfinał          | Półfinał |  |  | Finał | Finał | Finał |
|  | Ćwierćfinał                | Ćwierćfinał       | Ćwierćfinał         |                    |   | Półfinał | Półfinał          | Półfinał |  |  | Finał | Finał | Finał |
|  | 30 czerwca – Houston (NRG) |                   |                     |                    |   |          |                   |          |  |  |       |       |       |
|  |                            |                   |                     |                    |   |          |                   |          |  |  |       |       |       |
|  | Haiti                      | Haiti             | 3                   |                    |   |          |                   |          |  |  |       |       |       |
|  | Haiti                      | Haiti             | 3                   | 3 lipca – Glendale |   |          |                   |          |  |  |       |       |       |
|  | Kanada                     | Kanada            | 2                   |                    |   |          |                   |          |  |  |       |       |       |
|  | Kanada                     | Kanada            | 2                   |                    |   | Haiti    | Haiti             | 0        |  |  |       |       |       |
|  | 30 czerwca – Houston (NRG) |                   |                     |                    |   | Haiti    | Haiti             | 0        |  |  |       |       |       |
|  |                            |                   | Meksyk (dogr.)      | Meksyk (dogr.)     | 1 |          |                   |          |  |  |       |       |       |
|  | Meksyk (kar.)              | Meksyk (kar.)     | Meksyk (dogr.)      | Meksyk (dogr.)     | 1 | 1(5)     |                   |          |  |  |       |       |       |
|  | Meksyk (kar.)              | Meksyk (kar.)     |                     |                    |   | 1(5)     | 8 lipca – Chicago |          |  |  |       |       |       |
|  | Kostaryka                  | Kostaryka         | 1(4)                |                    |   |          |                   |          |  |  |       |       |       |
|  | Kostaryka                  | Kostaryka         | 1(4)                |                    |   | Meksyk   | Meksyk            | 1        |  |  |       |       |       |
|  | 30 czerwca – Filadelfia    |                   |                     |                    |   | Meksyk   | Meksyk            | 1        |  |  |       |       |       |
|  |                            |                   | Stany Zjednoczone   | Stany Zjednoczone  | 0 |          |                   |          |  |  |       |       |       |
|  | Jamajka                    | Jamajka           | Stany Zjednoczone   | Stany Zjednoczone  | 0 | 1        |                   |          |  |  |       |       |       |
|  | Jamajka                    | Jamajka           | 4 lipca – Nashville |                    |   | 1        |                   |          |  |  |       |       |       |
|  | Panama                     | Panama            | 0                   |                    |   |          |                   |          |  |  |       |       |       |
|  | Panama                     | Panama            | 0                   |                    |   | Jamajka  | Jamajka           | 1        |  |  |       |       |       |
|  | 1 lipca – Filadelfia       |                   |                     |                    |   | Jamajka  | Jamajka           | 1        |  |  |       |       |       |
|  |                            |                   | Stany Zjednoczone   | Stany Zjednoczone  | 3 |          |                   |          |  |  |       |       |       |
|  | Stany Zjednoczone          | Stany Zjednoczone | Stany Zjednoczone   | Stany Zjednoczone  | 3 | 1        |                   |          |  |  |       |       |       |
|  | Stany Zjednoczone          | Stany Zjednoczone |                     |                    |   |          |                   |          |  |  |       |       |       |
|  | Curaçao                    | Curaçao           | 0                   |                    |   |          |                   |          |  |  |       |       |       |
|  | Curaçao                    | Curaçao           | 0                   |                    |   |          |                   |          |  |  |       |       |       |

### Ćwierćfinały
| 30 czerwca 2019 01:00 CEST | Haiti · Nazon 50' · Bazile 70' (k.) · Guerrier 76' | 3:2(0:2)Raport | Kanada · 18' Cavallini · 28' David | NRG Stadium, Houston Sędzia: Jair Marrufo |
|                            |                                                    |                |                                    |                                           |

| 30 czerwca 2019 04:00 CEST                                                                      | Meksyk · Jiménez 44' | 1:1 po dogrywce k. 5:4(1:0, 1:1)Raport                                                        | Kostaryka · 52' (k.) Ruiz | NRG Stadium, Houston Sędzia: John Pitti |
|                                                                                                 |                      |                                                                                               |                           |                                         |
|                                                                                                 |                      | Rzuty karne                                                                                   |                           |                                         |
| Raúl Jiménez · Luis Montes · Roberto Alvarado · Jesús Gallardo · Héctor Moreno · Carlos Salcedo |                      | Celso Borges · Elías Aguilar · Randall Leal · Óscar Duarte · Francisco Calvo · Keysher Fuller |                           |                                         |

| 30 czerwca 2019 23:30 CEST | Jamajka · Mattocks 75' (k.) | 1:0(0:0)Raport | Panama | Lincoln Financial Field, Filadelfia Sędzia: Mario Escobar |
|                            |                             |                |        |                                                           |

| 1 lipca 2019 02:30 CEST | Stany Zjednoczone · McKennie 25' | 1:0(1:0)Raport | Curaçao | Lincoln Financial Field, Filadelfia Sędzia: Adonai Escobedo |
|                         |                                  |                |         |                                                             |

### Półfinały
| 3 lipca 2019 04:30 CEST | Haiti | 0:1 po dogrywce(0:0, 0:0)Raport | Meksyk · 93' (k.) Jiménez | University of Phoenix Stadium, Glendale Sędzia: Abdulrahman Al-Jassim |
|                         |       |                                 |                           |                                                                       |

| 4 lipca 2019 03:30 CEST | Jamajka · Nicholson 69' | 1:3(0:1)Raport | Stany Zjednoczone · 9' McKennie · 52', 87' Pulisic | Nissan Stadium, Nashville Sędzia: Iván Barton |
|                         |                         |                |                                                    |                                               |

### Finał
| 8 lipca 2019 03:15 CEST | Meksyk · dos Santos 73' | 1:0(0:0)Raport | Stany Zjednoczone | Soldier Field, Chicago Sędzia: Mario Escobar |
|                         |                         |                |                   |                                              |

|  |  |

| BR              | 13 | Guillermo Ochoa          |  |     |
| OB              | 21 | Luis Rodríguez           |  |     |
| OB              | 3  | Carlos Salcedo           |  |     |
| OB              | 15 | Héctor Moreno            |  |     |
| OB              | 23 | Jesús Gallardo           |  |     |
| PO              | 6  | Jonathan dos Santos      |  |     |
| PO              | 4  | Edson Álvarez            |  |     |
| PO              | 18 | Andrés Guardado (k)      |  | 89' |
| NA              | 22 | Uriel Antuna             |  | 86' |
| NA              | 20 | Rodolfo Pizarro          |  | 81' |
| NA              | 9  | Raúl Jiménez             |  |     |
| Zmiany:         |    |                          |  |     |
| PO              | 8  | Carlos Alberto Rodríguez |  | 81' |
| NA              | 11 | Roberto Alvarado         |  | 86' |
| OB              | 5  | Diego Reyes              |  | 89' |
| Selekcjoner:    |    |                          |  |     |
| Gerardo Martino |    |                          |  |     |

| BR              | 1  | Zack Steffen        |  |     |
| OB              | 14 | Reggie Cannon       |  |     |
| OB              | 19 | Matt Miazga         |  |     |
| OB              | 23 | Aaron Long          |  |     |
| OB              | 13 | Tim Ream            |  | 83' |
| PO              | 8  | Weston McKennie (k) |  |     |
| PO              | 4  | Michael Bradley     |  |     |
| PO              | 10 | Christian Pulisic   |  |     |
| NA              | 11 | Jordan Morris       |  | 61' |
| NA              | 7  | Paul Arriola        |  |     |
| NA              | 17 | Jozy Altidore       |  | 64' |
| Zmiany:         |    |                     |  |     |
| PO              | 15 | Cristian Roldan     |  | 61' |
| NA              | 7  | Gyasi Zardes        |  | 64' |
| OB              | 16 | Daniel Lovitz       |  | 83' |
| Selekcjoner:    |    |                     |  |     |
| Gregg Berhalter |    |                     |  |     |

|  |

| - Sędziowie asystenci: - William Arrieta - Humberto Panjoj - Sędzia techniczny: - Juan Gabriel Calderón |

## Klasyfikacja końcowa
| Miejsce | Reprezentacja     |
| ------- | ----------------- |
| złoto   | Meksyk            |
| srebro  | Stany Zjednoczone |
| brąz    | Haiti             |
| brąz    | Jamajka           |
| 5.      | Kostaryka         |
| 6.      | Kanada            |
| 7.      | Panama            |
| 8.      | Curaçao           |
| 9.      | Salwador          |
| 10.     | Honduras          |
| 11.     | Bermudy           |
| 12.     | Martynika         |
| 13.     | Gujana            |
| 14.     | Trynidad i Tobago |
| 15.     | Nikaragua         |
| 16.     | Kuba              |

## Nagrody
| Złota Piłka  | Złoty But      | Złota Rękawica  | Najlepszy Młody Zawodnik | Nagroda Fair Play |
| ------------ | -------------- | --------------- | ------------------------ | ----------------- |
| Raúl Jiménez | Jonathan David | Guillermo Ochoa | Christian Pulisic        | Stany Zjednoczone |

## Strzelcy

### 6 goli
- Jonathan David

### 5 goli
- Lucas Cavallini
- Raúl Jiménez

### 4 gole
- Uriel Antuna

### 3 gole
- Neil Danns
- Christian Pulisic
- Gyasi Zardes

### 2 gole
- Nahki Wells
- Duckens Nazon
- Frantzdy Pierrot
- Rubilio Castillo
- Shamar Nicholson
- Dever Orgill
- Junior Hoilett
- Elías Aguilar
- Andrés Guardado
- Paul Arriola
- Tyler Boyd
- Aaron Long
- Weston McKennie

### 1 gol
- Dante Leverock
- Lejuan Simmons
- Leandro Bacuna
- Juriën Gaari
- Djimy Alexis
- Hervé Bazile
- Wilde-Donald Guerrier
- Steeven Saba
- Bryan Acosta
- Jorge Álvarez
- Emilio Izaguirre
- Anthony Lozano
- Damion Lowe
- Darren Mattocks
- Scott Arfield
- Celso Borges
- Allan Cruz
- Mayron George
- Bryan Oviedo
- Bryan Ruiz
- Álvaro Saborío
- Stéphane Abaul
- Jordy Delem
- Kévin Fortuné
- Joris Marveaux
- Kévin Parsemain
- Roberto Alvarado
- Jonathan dos Santos
- Fernando Navarro
- Diego Reyes
- Alexis Vega
- Abdiel Arroyo
- Yoel Bárcenas
- Armando Cooper
- Eric Davis
- Gabriel Torres
- Nelson Bonilla
- Jozy Altidore
- Kevin Molino

### Gole samobójcze
- Terence Vancooten (dla Panamy)
- Manuel Rosas (dla Haiti)